# Croton grangerioides
Espèce
Croton grangerioides est une espèce de plantes à fleurs du genre Croton et de la famille des Euphorbiaceae, présente dans l'île Maurice.
Il a pour synonyme :
- Oxydectes grangerioides, (Bojer ex Baill.) Kuntze